# I Giochi giovanili dell'Asia dell'est
La prima edizione dei Giochi giovanili dell'Asia dell'est è stata ospitata da Ulan Bator, in Mongolia, dal 16 al 23 agosto 2023 e coinvolgono 7 paesi membri del Consiglio Olimpico d'Asia.

## I Giochi

### Sedi di gara
Le competizioni si sono svolte nelle seguenti sedi di gara:
- National Central Stadium – Cerimonia d'apertura/ 12,500
- Athletics field of Nalaikh district – Atletica leggera/ 3,000
- Futsal Hall of MFF – Badminton / 640
- UG Arena – Pallacanestro / 3,000
- National Amusement Park – Pallacanestro 3x3,  600
- Wrestling Palace – Pugilato / 2,500
- Central Cultural Palace – Esports / 1,300
- MFF Football Centre – Calcio / 5,000
- Steppe Arena – Judo, Taekwondo, Lotta / 2,600
- Gan Sports Center – Tennis tavolo / 300
- Buyant Ukhaa Sport Palace – Pallavolo / 5,000
- Sukhbaatar Square – Cerimonia di chiusura / 20,000

### Nazioni partecipanti
- Cina
- Hong Kong
- Giappone
- Macao
- Mongolia
- Corea del Sud
- Taipei cinese

### Discipline
I I Giochi giovanili dell'Asia dell'est hanno comprerò 90 eventi in 12 discipline:
- Atletica leggera (dettagli)
- Badminton (dettagli)
- Calcio (dettagli)
- Sport elettronici (dettagli)
- Judo (dettagli)
- Lotta (dettagli)
- Pallacanestro (dettagli)
- Pallacanestro 3x3 (dettagli)
- Pallavolo (dettagli)
- Pugilato (dettagli)
- Tennis tavolo (dettagli)
- Taekwondo (dettagli)

### Calendario
Il calendario è stato ufficialmente diffuso a luglio 2023 
| OC | Opening ceremony | ● | Event competitions | 1 | Event finals | CC | Closing ceremony |

| Sport/Data        | Sport/Data        | Agosto | Agosto | Agosto | Agosto | Agosto | Agosto | Agosto | Agosto | Sport |
| Sport/Data        | Sport/Data        | 16 Mer | 17 Gio | 18 Ven | 19 Sab | 20 Dom | 21 Lun | 22 Mar | 23 Mer | Sport |
| ----------------- | ----------------- | ------ | ------ | ------ | ------ | ------ | ------ | ------ | ------ | ----- |
| Cerimonie         | Cerimonie         |        | OC     |        |        |        |        |        | CC     |       |
| Atletica leggera  | Atletica leggera  |        |        |        |        | 7      | 7      | 7      | 2      | 23    |
| Badminton         | Badminton         |        | ●      | ●      | 1      | 4      |        |        |        | 5     |
| Pallacanestro     |                   |        |        |        |        |        |        |        |        |       |
| Pallacanestro     |                   |        |        | ●      | ●      | ●      | 1      | 1      | 2      |       |
| Pallacanestro 3x3 | ●                 | ●      | 2      |        |        |        |        |        | 2      |       |
| Pugilato          | Pugilato          | ●      | ●      | ●      | 10     |        |        |        |        | 10    |
| Sport elettronici | Sport elettronici |        | 1      | 1      | 1      |        |        |        |        | 3     |
| Calcio            | Calcio            |        | ●      | ●      | ●      | ●      | 1      | 1      |        | 2     |
| Judo              | Judo              |        | 6      | 6      |        |        |        |        |        | 12    |
| Tennis tavolo     | Tennis tavolo     |        | ●      | ●      | 1      | 1      | 5      |        |        | 7     |
| Taekwondo         | Taekwondo         |        |        |        | 5      | 5      |        |        |        | 10    |
| Pallavolo         | Pallavolo         |        |        | ●      | ●      | ●      | 1      | 1      |        | 2     |
| Lotta             | Lotta             |        |        |        |        |        | 6      | 6      |        | 12    |
| Medaglie          | Medaglie          | 0      | 7      | 9      | 18     | 17     | 20     | 16     | 3      | 90    |
| Totale cumulativo | Totale cumulativo | 0      | 7      | 16     | 34     | 51     | 71     | 87     | 90     | 90    |
| Sport/Data        | Sport/Data        | Agosto | Agosto | Agosto | Agosto | Agosto | Agosto | Agosto | Agosto | Sport |
| Sport/Data        | Sport/Data        | 16 Mer | 17 Gio | 18 Ven | 19 Sab | 20 Dom | 21 Lun | 22 Mar | 23 Mer | Sport |

## Medagliere
| Posiz. | Nazione       | Oro | Argento | Bronzo | Totale |
| ------ | ------------- | --- | ------- | ------ | ------ |
| 1      | Cina          | 38  | 32      | 19     | 89     |
| 2      | Giappone      | 22  | 7       | 13     | 42     |
| 3      | Corea del Sud | 11  | 21      | 24     | 56     |
| 4      | Taipei cinese | 11  | 10      | 21     | 42     |
| 5      | Mongolia      | 3   | 13      | 28     | 44     |
| 6      | Hong Kong     | 3   | 5       | 12     | 20     |
| Totale | Totale        | 88  | 88      | 117    | 293    |